# Lukumbi (rivière, affluent de la Luvwa)
Pour les articles homonymes, voir Lukumbi.
La Lukumbi est une rivière de la république démocratique du Congo, traversant l’Est du territoire de Moba au Tanganyika  et le Nord du territoire de Pweto au Haut-Katanga où elle se déverse dans la Luvwa.